# 래밍턴산

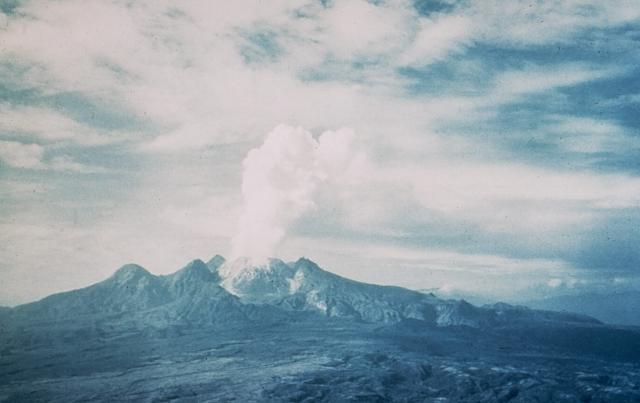
1951년 분화 이후

래밍턴산(Mount Lamington)은 파푸아뉴기니에 있는 화산으로, 활화산이다. 이 화산은 활동적인 성층 화산으로, 해발 1,680m이다. 1951년에 강력한 분화가 있었다. 현재 국립공원으로 지정되어 있다.

## 1951년의 분화
1951년, 강력하게 분화가 일어나 5,000명의 사상자를 내었으며 그 중 약 3,000명의 사망자가 발생하였다.